# Norra Buktesttjärnen
Norra Buktesttjärnen är en sjö i Storumans kommun i Lappland och ingår i Umeälvens huvudavrinningsområde.